# Kurt Equiluz
Kurt Equiluz (* 13. Juni 1929 in Wien; † 20. Juni 2022 ebenda) war ein österreichischer Kammersänger (Tenor). Bekanntheit erlangte er vor allem als Evangelist in Johann Sebastian Bachs Passionen und als Solotenor in Bachkantaten.

## Leben
In seiner Jugend war er bei den Wiener Sängerknaben und wurde dort Altsolist. Nach dem Stimmbruch gehörte er der Rundfunkspielschar an, danach sang er im Grossmann-Kammerchor unter der Leitung von Ferdinand Grossmann.
An der Staatsakademie für Musik in Wien studierte er zunächst Harfe. Ab 1950 war Equiluz Mitglied des Wiener Staatsoper, 1956 bekam er einen Solovertrag. Er sang dort vornehmlich im Buffo-Fach Partien von Mozart bis Strawinsky unter Dirigenten wie Herbert von Karajan, Georg Solti und Karl Böhm. Nach einer komplizierten Meniskusoperation musste er 1983 an der Wiener Staatsoper in Pension gehen.
Von 1981 bis 1998 war Equiluz Professor an der Wiener Musikhochschule (Lied und Oratorium). Bei ihm studierten zum Beispiel Kurt Azesberger, Johannes Chum, Cesar Gutierrez, Arno Raunig und Terry Wey. Equiluz gab Meisterkurse, so im Jahr 2019 bei den Internationalen Meisterkursen in Mistelbach. Seine Meisterkurse wurden unter anderem von Matthias Bleidorn, Konrad Huber und Christian Voigt besucht.
Kurt Equiluz war zwei Mal verheiratet und hatte vier Kinder, von denen zwei ebenfalls Sänger geworden sind. Er wurde auf dem Südwestfriedhof in Wien bestattet.

## Auftritte
Beispiele:
- 1961 im Mozart-Saal des Wiener Konzerthauses: Händels Salomo, Dirigent Hans Gillesberger. Mit Mimi Coertse, Kostas Paskalis und Kurt Equiluz.
- 1969 im Großen Sendesaal des ORF in Wien: Carmina Burana und Catulli Carmina von Carl Orff, Dirigent Miltiades Caridis. Mit Mimi Coertse, Kurt Equiluz und Ernst Gutstein.[14]
- 29. Februar 2000 im Brahms-Saal des Wiener Musikvereins: Schuberts Winterreise, mit Margit Fussi am Klavier[15] (offizielles Abschiedskonzert).
- 17. Oktober 2016, Gebäude der Gesellschaft für Musiktheater in Wien: Liederabend mit Werken von Benedict Randhartinger, Franz Liszt, Josef Marx, Hugo Wolf und Franz Salmhofer, mit Margit Fussi am Klavier. Der 87-jährige Equiluz sprang dabei kurzfristig für eine erkrankte Sängerin ein, die erst am Vormittag desselben Tages abgesagt hatte.[16][17]

## Diskografie & Filmografie
- 1956: Fidelio (Gesang)